# Варфоломей Пизанский
Варфоломей Пизанский (итал. Bartholomew Rinonico) — итальянский писатель-францисканец XIV века.

## Биография
Родился в аристократической семье. В 1352 году был студентом в Болонье, после читал лекции и проповедовал в разных городах Италии. Умер в 1401 году.
Известен благодаря книге «О сходстве жизни блаженного Франциска с жизнью Господа Нашего Иисуса Христа» (лат. De Conformitate Vitae B. P. Francisco ad Vitam Domini Nostri Jesu Christi, 1399), изданной в Венеции и принадлежащей к самым древним инкунабулам. Книга, в которой сравнивается жизнь Франциска Ассизского с жизнью Иисуса Христа, стала объектом жёсткой критики лютеран и янсенистов. Эразм Альберус написал опровержение «Alcoranus Franciscanus» с предисловием Мартина Лютера (1531). В дальнейшем книга пережила утрату и возобновление интереса к ней со стороны францисканских историков.
Помимо «Conformities», Варфоломей Пизанский является автором около 30 сочинений.